# Mouvement Bleu-Noir
Le Mouvement bleu-noir (en finnois : Sinimusta liike, sigle SML) est un parti politique nationaliste finlandais inscrit au registre des partis en juin 2022,.

## Fondation
Le parti est né d'une querelle sur l'ethnonationalisme au sein du Parti des Finlandais, qui a conduit à la désintégration des Jeunes du parti des Finlandais (fi) et à l'expulsion de représentants du parti.
Le nom et les couleurs du parti ont été inspirés par le Mouvement patriotique.
Au 14 avril 2022, le parti avait reçu les 5 000 signatures nécessaires pour s'enregistrer en tant que parti politique.

## Idéologie et positionnement politique
Selon la carte des valeurs d'Helsingin Sanomat, le parti est de gauche et national-conservateur, ce qui, selon le président Tuukka Kuru, était l'intention.
Le mouvement Bleu-Noir se définit comme radical, traditionaliste et nationaliste finnois, et son objectif politique central est l'État finlandais et le peuple racialement finlandais.
Selon le président du parti, Tuukka Kuru, le parti peut également être considéré comme fasciste.
Le parti souhaite promouvoir la connaissance des racines culturelles des Finlandais et veut, entre autres, enseigner l'ancienne religion finnoise ainsi que le christianisme dans le système éducatif.
Le parti souhaite également que le finnois soit la seule langue officielle en Finlande.

### Politique démographique
Le parti souhaite promouvoir la natalité des Finlandais grâce, entre autres, à des prêts à taux zéro garantis par l'État pour les jeunes familles. Le parti veut bloquer l’immigration humanitaire et revoir tous les permis de séjour et les citoyennetés délivrés depuis 1990. Le parti n'accepte pas le droit à l'adoption ou à l'insémination artificielle des couples homosexuels.

### Politique étrangère et de sécurité
Le parti soutient la sortie de l'Union européenne et de l'Organisation des Nations Unies et s'oppose également à l'adhésion de la Finlande à l'OTAN. Le parti refuse les accords internationaux qui ne favorisent pas les intérêts des Finlandais.

## Histoire
Le mouvement a organisé de nombreux événements de collecte de cartes de soutien dans différentes régions de Finlande au cours de l'année. Le dernier jour de la collecte, le 11 mai 2022, il y avait 4 251 cartes électroniques de soutien, et le parti a également annoncé qu'il collecterait des cartes de soutien en papier.
Finalement, le mouvement a collecté un total de 5 296 cartes de soutien.
Le ministère de la Justice a considéré le programme du parti si radical et antidémocratique qu'il a dû être partiellement réécrit.
Par exemple, le parti souhaitait un registre ethnique des personnes vivant en Finlande, interdisait le soutien d'un modèle familial non traditionnel et le réexamen de la citoyenneté de tous ceux qui ont obtenu la citoyenneté après 1990.
Selon le ministère de la Justice, les objectifs du mouvement étaient en conflit avec les droits fondamentaux et les droits de l'homme.
Le ministère n'a pas accepté les thèmes qui auraient entraîné une censure préalable.
Par exemple, le mouvement aurait souhaité interdire tout discours susceptible d’être interprété comme étant contraire à la finnicité ou à l’hétéronormativité.
Le ministère de la Justice s'est opposé aux efforts contre l'interdiction de la discrimination et de l'égalité. Selon le ministère, le registre ethnique envisagé par le mouvement serait utilisé pour traquer certains groupes de personnes, les isoler et les priver de leur citoyenneté sans droit. Le mouvement bleu-noir a fait le ménage dans ses documents, après quoi le ministère de la Justice a donné son feu vert au projet du parti au printemps 2021.
Le parti a été inscrit au registre des partis le 16 juin 2022.
Lors des élections législatives du printemps 2023, le parti a fait campagne sur les thèmes mêmes qu'il avait retirés de son programme à la demande du ministère.
En raison des thèmes retournés au programme, le ministère de la Justice a demandé à la Cour administrative suprême l'autorisation d'annuler l'enregistrement du parti du mouvement Bleu-Noir.

## Résultats des élections

### Parlement de Finlande
| Élection | Voix  | %    | Sièges  | +/–     |
| -------- | ----- | ---- | ------- | ------- |
| 2023     | 2,307 | 0.07 | 0 / 200 | Nouveau |